# Juliaca phalacra
Juliaca phalacra är en insektsart som beskrevs av Young 1977. Juliaca phalacra ingår i släktet Juliaca och familjen dvärgstritar. Inga underarter finns listade i Catalogue of Life.